# 菜花三娘子
菜花三娘子是中国古代的鬼怪故事，记载于清代沈起风的著作《谐锋》卷五。 这个故事中记载，阳湖有个秀才在一个春天的夜晚正独自坐在书房里时忽然听到敲门声。他开门一看，见一位美丽的女子自称菜花三娘子，身旁有四位姐妹跟着。这个秀才于是便留他在一起过夜，不久之后就得了难以治好的大病。秀才的父亲于是便前往县城的张王庙焚化纸牒状告张王，当夜就梦到张王审判这几个女子，认为他们蛊惑良善之人，各杖责十五后逐出。 但不久之后，菜花三娘子又找上了这个秀才，告诉秀才她与他缘分尚未了結，并要求秀才绝不能去找和他有同学之谊的一个王姓廪生。秀才的父母于是又去张王庙焚化纸牒，但却再也没有起效。不久之后，在王姓廪生赶到之前，秀才就病死了。